# Агбулак (Лачинський район)
Агбулак (азерб. Ağbulaq) — село у Лачинському районі Азербайджану. Розташоване за 62 км на північний захід від районного центру, міста Лачина.
З 1992 по 2020 рік було під Збройні сили Вірменії окупацією і називалось Спітакаджур (вірм. Սպիտակաջուր), входячи в Кашатазький район невизнаний Нагірно-Карабаська Республіка. 1 грудня 2020 в ході Другої карабаської війни села було звільнено Збройні сили Азербайджану (вірмени трактують це як окупацію). Знаходившись за 49 км на північний захід від районного центру, міста Лачина та за 71 км на північ від міста Горіса. Входило до складу сільської ради Каракечдіа.